# 樊集乡 (滨海县)
樊集乡是中国江苏省盐城市滨海县下辖的一个乡。

## 行政区划
樊集乡下辖以下行政区：
玉龙村、樊集村、陆塘村、新圩村、康庄村、山星村、梁港村、倪滩村、城门村、临淮村、双建村